# Cijaura
Cijaura is een bestuurslaag in het regentschap Kota Bandung van de provincie West-Java, Indonesië. Cijaura telt 25.364 inwoners (volkstelling 2010).